# 12
12 (XII) je bilo prestopno leto, ki se je po julijanskem koledarju začelo na petek.

## Rojstva
- 31. avgust - Kaligula, rimski cesar († 41)
- sveti Marko, krščanski svetnik in evangelist († 68, približen datum rojstva)

## Smrti
- sveta Ana, mati Device Marije (* 55 pr. n. št.)